# علم الأعداد اليهودي
علم الأعداد اليهودي ((بالعبرية: גמטריא) جيماتريوت) هو ترميز الأبجدية بتعيين قيمة عددية إلى اسم أو كلمة أو عبارة على أساس أحرفها العبرية. يعتقد ممارسو الأعداد أن الكلمات ذات قيم عددية متطابقة تحمل بعض العلاقة مع بعضها البعض أو مع الرقم نفسه. قد ينطبق الرقم على الطبيعة، أو عمر الشخص، أو السنة التقويمية، أو ما شابه ذلك. يمكن لكلمة واحدة أن تسفر عن قيم متعددة بناءً على الشفرات المستخدمة.
نشأ علم الأعداد كنظام آشوري - بابلي - يوناني منثم تم تبنيه في الثقافة اليهودية. وقد استخدمت أنظمة مماثلة في اللغات والثقافات الأخرى.
من الأمثلة المعروفة على استعمال علم الأعداد العبرية هي تطبيق على كلمة تشاي («حي»)، والتي تتكون من حرفين ما يصل إلى رقم 18. هذا ما جعل الرقم 18 «رقما محظوظا» بين الشعب اليهودي. فمثلا، تقديم هدايا المال بمضاعفات 18 تحظى بشعبية كبيرة.

## مجالات الاستخدام التقليدية
هناك شكلين من أشكال علم الأعداد: الشكل الأول يستعمل للـ«الكشف»، والذي هو سائد في العديد من المدارس التأويلية المتبعة فيأدب الحاخامي، والشكل الثاني هو لكشف «الباطن»، وهي ممارسة قبالية إلى حد كبير.
بالعادة، تستخدم في معظم الأحيان لحساب قيم الكلمات الفردية، الآيات التوراتية، والأمثال التلمودية، وجمل الصلوات اليهودية، والأسماء الشخصية والملائكية والله، وغيرها من المواد ذات الأهمية الدينية. كما يستخدمها القباليون في كثير من الأحيان فيي عبارات عشوائية وأحيانًا للغات مختلفة. وهناك عدد قليل من الأمثلة منها باللغة العربية والاسبانية واليونانية، مكتوبة بالحروف العبرية، ورد ذكرها في أعمال الحاخام أبراهام أبوالعافيا. كما استخدمه بعض الحاخامات الحسيديون، على الرغم من عدم استخدامها في اليديشية. ومع ذلك، فإن اللغة الأساسية لحسابات الأعداد كانت دائما ولا تزال العبرية، وإلى درجة أقل، الآرامية.
من الكتابات التقليدية التوراتية التي ضمت علم الأعدادهو كتاب هو بال هاتوريم من قبل الحاخام يعقوب بن آشر.

## جدول القيم
قيم ميسبار غادول (انظر أدناه) هي:
| عدد عشري | اللغة العبرية | الصورة الرمزية |
| -------- | ------------- | -------------- |
| 1        | أليف          | 'א'            |
| 2        | بيت           | 'ב'            |
| 3        | غيميل         | 'ג'            |
| 4        | دالت          | 'ד'            |
| 5        | هيه           | 'ה'            |
| 6        | ڤاڤ           | 'ו'            |
| 7        | زايِن          | 'ז'            |
| 8        | حيت           | 'ח'            |
| 9        | طيت           | 'ט'            |

| عدد عشري | اللغة العبرية | الصورة الرمزية |
| -------- | ------------- | -------------- |
| 10       | يود           | 'י'            |
| 20       | كاف           | 'כ'            |
| 30       | لامِد          | 'ל'            |
| 40       | ميم           | 'מ'            |
| 50       | نون           | 'נ'            |
| 60       | سامخ          | 'ס'            |
| 70       | عاين          | 'ע'            |
| 80       | پي، في        | 'פ'            |
| 90       | تسادي         | 'צ'            |

| عدد عشري | اللغة العبرية   | الصورة الرمزية |
| -------- | --------------- | -------------- |
| 100      | قوف             | 'ק'            |
| 200      | ريش             | 'ר'            |
| 300      | شين             | 'ש'            |
| 400      | تاڤ             | 'ת'            |
| 500      | كاف (النهائي)   | 'ך'            |
| 600      | ميم (النهائي)   | 'ם'            |
| 700      | نون (نهائي)     | 'ן'            |
| 800      | پي، في (نهائي)  | 'ף'            |
| 900      | تسادي (النهائي) | 'ץ'            |

## استخدم بلغات أخرى

### العربية
حِسَاب الجُمَّل هي طريقة لتسجيل صور الأرقام والتواريخ باستخدام الحروف الأبجدية العربية، إذ يعطى كل حرف رقما معينا يدل عليه. فكانوا من تشكيلة هذه الحروف ومجموعها يصلون إلى ما تعنيه من تاريخ مقصود وبالعكس كانوا يستخدمون الأرقام للوصول إلى النصوص.

### آشور
أول استخدام لعلم الأعداد وجد في نقش آشوري للحاكم سرجون الثاني (727-705 قبل الميلاد) ينص على أن الملك بنى جدار خورسباد 16283 ذراعا طويلة لتتوافق مع القيمة العددية لاسمه.

### الإيسوبسيفي اليوناني
على الأرجح، تم استعارة علم الأعداد أو الإيسوبسيفي من اليونانية بعد وقت قصير من اعتماد نظام الكتابة السامية.
الأمثلة لاستخدام علم الأعداد باللغة اليونانية تأتي في المقام الأول من الأدب المسيحي، وعلى عكس المصادر الحاخامية، يتم ذكرها استخدامها بصراحة على الدوام.

### اللغات اللاتينية
بدء استعمال علم الأعداد في اللغات التي تستعمل النص اللاتيني يرجع إلى أوائل العصور الوسطى. يربط العديد من الباحثين «رقم الوحش»، المشار إليه في كتاب الرؤيا للعهد الجديد، مع علم الأعداد العبري. ووفقاً لهذه التفسيرات، فإن العدد المذكور، وهوستمائة وستة وستون (666؛ انظر Revelation 13:18) يتطابق مع رقم الاسم اللاتيني للإمبراطور الروماني في ذلك الوقت، نيرو قيصر، وبعد ترجمته إلى العبرية تكون نتيجة هذه العملية هي ستمائة وستة وستون (50 + 200 + 6 + 50 + 100 + 60 + 200 = 666). (נרונ קסר).